# Список умерших в 1945 году
В этой статье представлен список известных людей, умерших в 1945 году.
- См. также: Категория:Умершие в 1945 году

## Дата неизвестна или требует уточнения
- Абилев, Вели Муратович — крымскотатарский писатель, педагог, публицист и журналист; репрессирован (1937), умер в лагере, реабилитирован посмертно (1957) — русский революционер, советский государственный деятель.
- Агалли, Николай Дмитриевич — российский и советский микробиолог и ветеринар, профессор, директор Института научной и практической ветеринарии (1925—1930), репрессирован 91930), реабилитирован посмертно (1960).
- Агарёв, Алексей Фёдорович — русский революционер, советский государственный деятель, последний городской голова Владивостока (1917—1919).
- Айе — художник-косторез, один из первых мастеров  один из первых мастеров Уэленской косторезной мастерской.
- Акбала Жангабылов — киргизский  кюйши, домбрист.
- Алаев, Михаил Константинович (19) — командир отделения 216-го гвардейского стрелкового полка гвардии красноармеец, полный кавалер ордена Славы, пропал без вести.
- Алибеков, Мустафа-бек Мирза Джаббар оглы — азербайджанский общественный деятель, переводчик, публицист и адвокат, репрессирован, умер в заключении
- Алфонсатос-Типалдос, Константинос — греческий вице-адмирал, руководитель мятежа на греческом флоте в 1909 году, участник Балканских войн 1912—1913 годов, морской министр.
- Начало марта — Анна Франк (15) — еврейская девочка, уроженка Германии, автор знаменитого «Дневника Анны Франк» — документа, обличающего нацизм и переведённого на многие языки мира.
- Йозеф Чапек (57 или 58) — чешский художник, график, фотограф, книжный иллюстратор, эссеист, брат Карела Чапека; погиб в лагере Берген-Бельзен.